# Alberto Manni
Alberto Manni (* 1963 in Rom) ist ein italienischer Fernsehregisseur.

## Leben
Manni begann beim Film als Produktionsassistent für Francesco Masellis L'alba. Nach Erfahrungen als Regieassistent bei Fernsehfilmen und für Werbespots belegte er Kurse für Drehbuchautoren und legte 1993 mit dem Kurzfilm E vediamoli sein Debüt vor. Ab 2000 arbeitete er dann für das Fernsehen, wo er u. a. die Soap Vivere fortführte.

## Filmografie (Auswahl)
- 2000: Vivere (Fernsehserie)